# Krystyna Sładek
Krystyna Sładek (ur. 26 listopada 1950) – polska lekkoatletka specjalizująca się w biegach średniodystansowych, medalistka mistrzostw Polski, reprezentantka i rekordzistka Polski.

## Kariera sportowa
Była zawodniczką Pogoni Ruda Śląska.
Na mistrzostwach Polski seniorów zdobyła trzy medale, wszystkie w 1970 (srebrne w biegu na 1500 metrów i biegu przełajowym na 2 km, brązowy w biegu na 1500 metrów. 
Reprezentowała Polskę na mistrzostwach świata w biegach przełajowych organizowanych przez International Cross Country Union w 1970, zajmując 13. miejsce.
Była rekordzistką Polski w biegu na 1500 metrów, wynikiem 4:20,5 (12.09.1970)
Rekordy życiowe:
- 800 m – 2:07,1 (20.06.1971)
- 1500 m – 4:20,5 (12.09.1970)